# Teenage Cancer Trust
Teenage Cancer Trust —Fundación contra el cáncer adolescente— es una organización benéfica de apoyo y atención del cáncer en el Reino Unido que existe para mejorar la situación de los jóvenes de 13 a 24 años que sufren de cáncer. Fundada en 1990, el servicio clave de la organización benéfica es proporcionar unidades especializadas para adolescentes en los hospitales del NHS (Servicio Nacional de Salud). También capacita y financia a personal especializado en cáncer de adolescentes. Las unidades son áreas dedicadas a pacientes adolescentes y adultos jóvenes, quienes participan en su concepto y creación. Las instalaciones médicas de las unidades están equipadas con computadoras, televisores y consolas de juegos.
La organización benéfica también actúa como defensora de las necesidades del cáncer en los adolescentes, promoviendo investigaciones relacionadas y foros nacionales e internacionales. También brinda servicios de apoyo y educación relacionados con el cáncer en adolescentes y adultos jóvenes.

## Historia
La organización benéfica se estableció en 1990 y surgió de la idea de un grupo de mujeres jóvenes de organizar un desfile de modas para financiar una unidad cardíaca de cuidados intensivos para niños en el Guy's Hospital de Londres. Hasta la fecha, la organización benéfica ha construido 28 unidades en ciudades de todo el Reino Unido, incluidos lugares como Londres, Leeds, Liverpool, Birmingham, Manchester, Glasgow y Edimburgo .

## Administración
Teenage Cancer Trust se registró como organización benéfica en el Reino Unido el 29 de mayo de 1997 y tiene el número de registro 1062559 (Inglaterra y Gales) y SC039757 (Escocia). Hoy en día, la organización opera desde oficinas en el oeste de Londres, con unos ingresos anuales de alrededor de £6½ millones al año.
Los patrocinadores de la organización benéfica son Sarah, duquesa de York y Roger Daltrey de The Who.

## Stephen Sutton
En abril de 2014, Stephen Sutton, un adolescente con cáncer colorrectal en etapa 3B, recaudó la mayor cantidad de dinero que Teenage Cancer Trust había recibido jamás de una recaudación de fondos individual. Sutton murió el 14 de mayo de 2014, pero en septiembre de 2014, Teenage Cancer Trust anunció que su recaudación de fondos ascendió a £ 5. Se gastarían millones en campaña. En los honores del cumpleaños de la reina en junio de 2014 se reveló que le habían otorgado un MBE en reconocimiento a su recaudación de fondos y servicios a Teenage Cancer Trust.